# Municipalitatea Iasmos

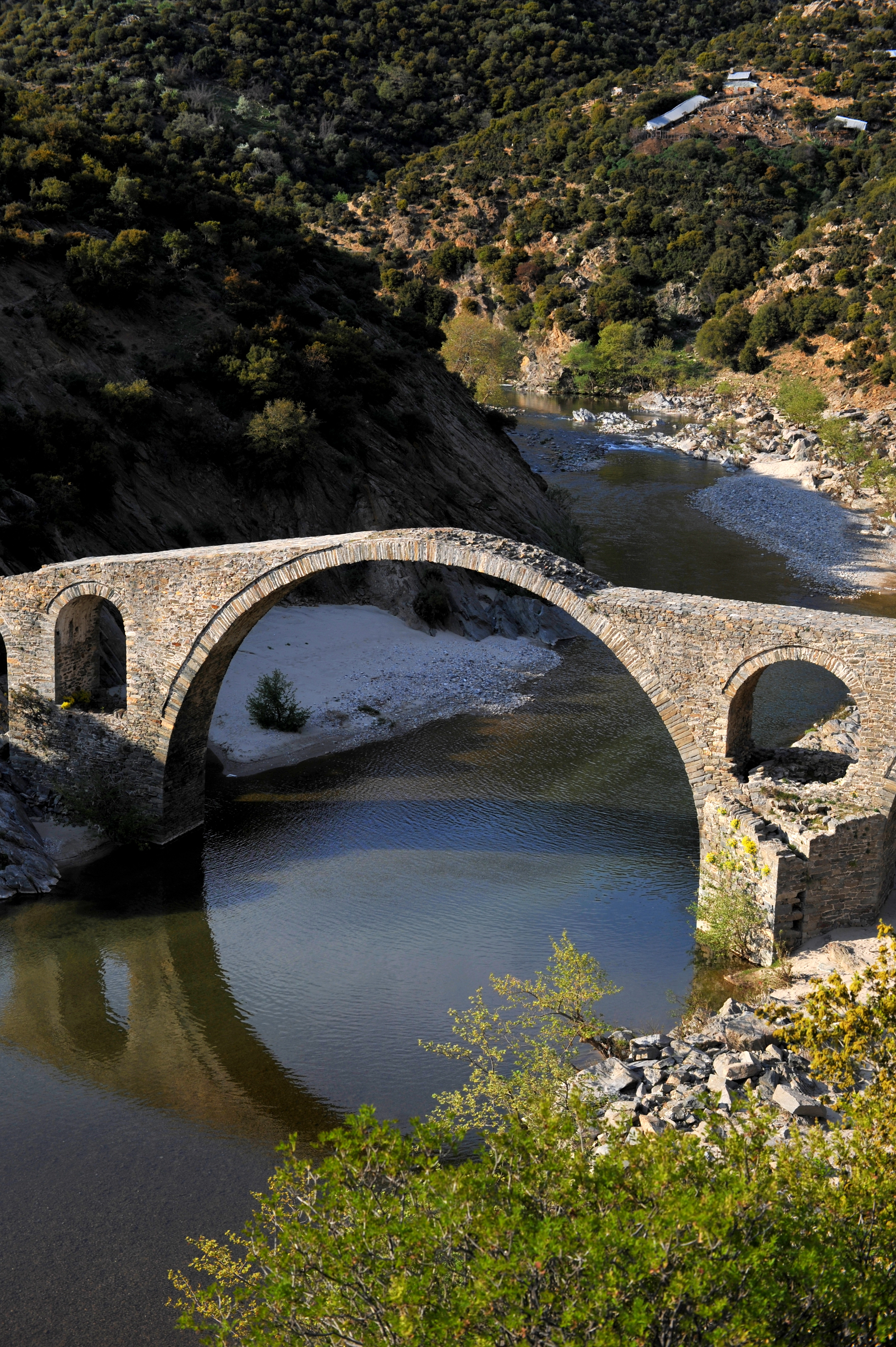
Pod postbizantin din piatră în formă de arc situat pe râul Kompsatos chiar în afara orașului Iasmos lângă satul Polyanthos.

Municipalitatea Iasmos este o municipalitatea din prefectura Rodopi din Regiunea Macedonia de Est și Tracia care a fost înființată în forma sa actuală în anul 2011 conform Programului „Kallikratis”. A rezultat din fuziunea municipalităților preexistente Iasmos si Sostos și a comunității Amaxades. Suprafața municipalității este de 485,3 kmp iar populația sa permanentă este de 12.247 de locuitori conform recensământului din 2021. Sediul municipalității este orașul Iasmos.
Centrul activității umane din zonă este orașul Iasmos unul dintre cele mai vechi orașe din Prefectura Rodopi. Creștinii și musulmanii coexistă în municipalitatea Iasmos, principalele lor ocupații fiind agricultura și creșterea animalelor. În orașul Iasmos există și o stație OSE pe linia de cale ferată Salonic-Ormenio. O priveliște care merită văzută este dată de podul postbizantin din piatră în formă de arc situat pe râul Kompsatos care a fost construit cu pietre plate de meșteri din Epir în secolele XVII-XVIII.